# عبد الله البيشي (لاعب كرة قدم مواليد 1996)
عبد الله مشحن البيشي لاعب كرة قدم سعودي.

## مسيرة اللاعب
لعب سابقاً مع نادي القادسية ونادي القيصومة ونادي التقدم ونادي الكوكب ونادي الساحل ونادي الصفا.

## روابط خارجية
- عبد الله البيشي على موقع قاعدة بيانات كرة القدم.إي يو (الإنجليزية)
- عبد الله البيشي على موقع Soccerway.com (الإنجليزية)
- عبد الله البيشي على موقع كووورة